# 르 시드

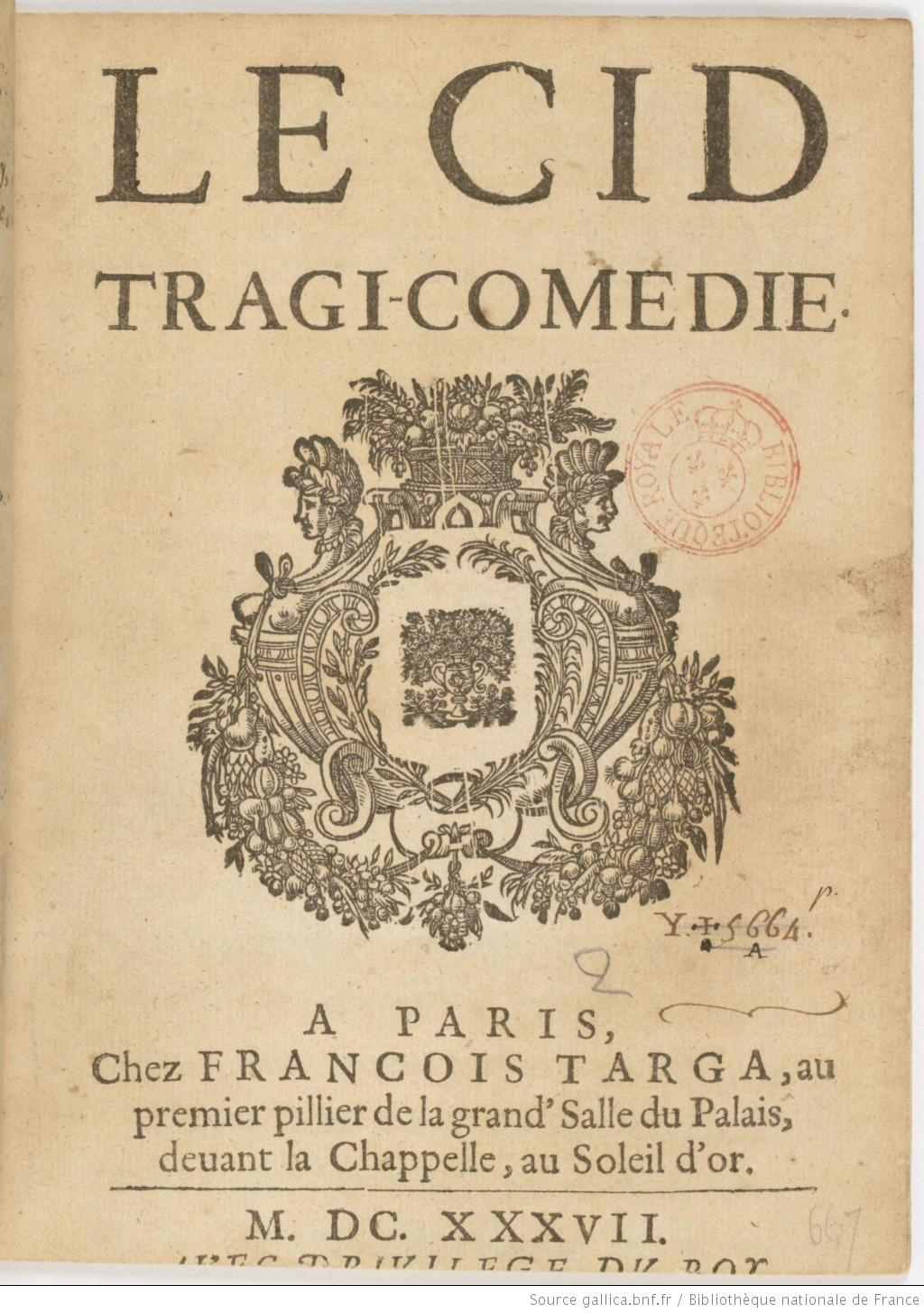
르 시드의 1637년 책 표지

《르 시드》(Le Cid)는 피에르 코르네유가 지은 희곡이다.
저자가 30세 되던 해의 아홉 번째 극작품이며 가장 뛰어난 희곡이다. 그는 이 작품으로 당시 극계에 있어서 제1인자가 되었다.
중세 에스파냐 대귀족의 청년 로드리그는 부친의 명예를 위해 애인 시메느의 부친과 결투, 그를 죽인다. 시메느는 로드리그에 대한 애정만은 변함이 없으나 그녀도 아버지의 원한을 갚기 위하여 로드리그의 처형을 국왕에게 청원한다. 이때에 로드리그는 쳐들어 온 모르인(人)의 대군을 격파하고 포로가 된 적왕으로부터 르 시드란 칭호도 받게 되며, 구국(救國)의 영웅이 된다. 왕은 시메느와 로드리그가 결혼할 것을 명한다. 가문의 명예를 지키려 하면서 사랑도 버리지 않는다는 긴장과 고귀한 젊음이 전편에 넘쳐 흐른다.
특히 극 가운데 미풍양속을 해칠 점이 있다고 하여 이른바 ‘르 시드 논쟁’이 일어나 리슐리외의 명령으로 아카데미 프랑세즈가 중재한 일은 유명하다.